# Años 50

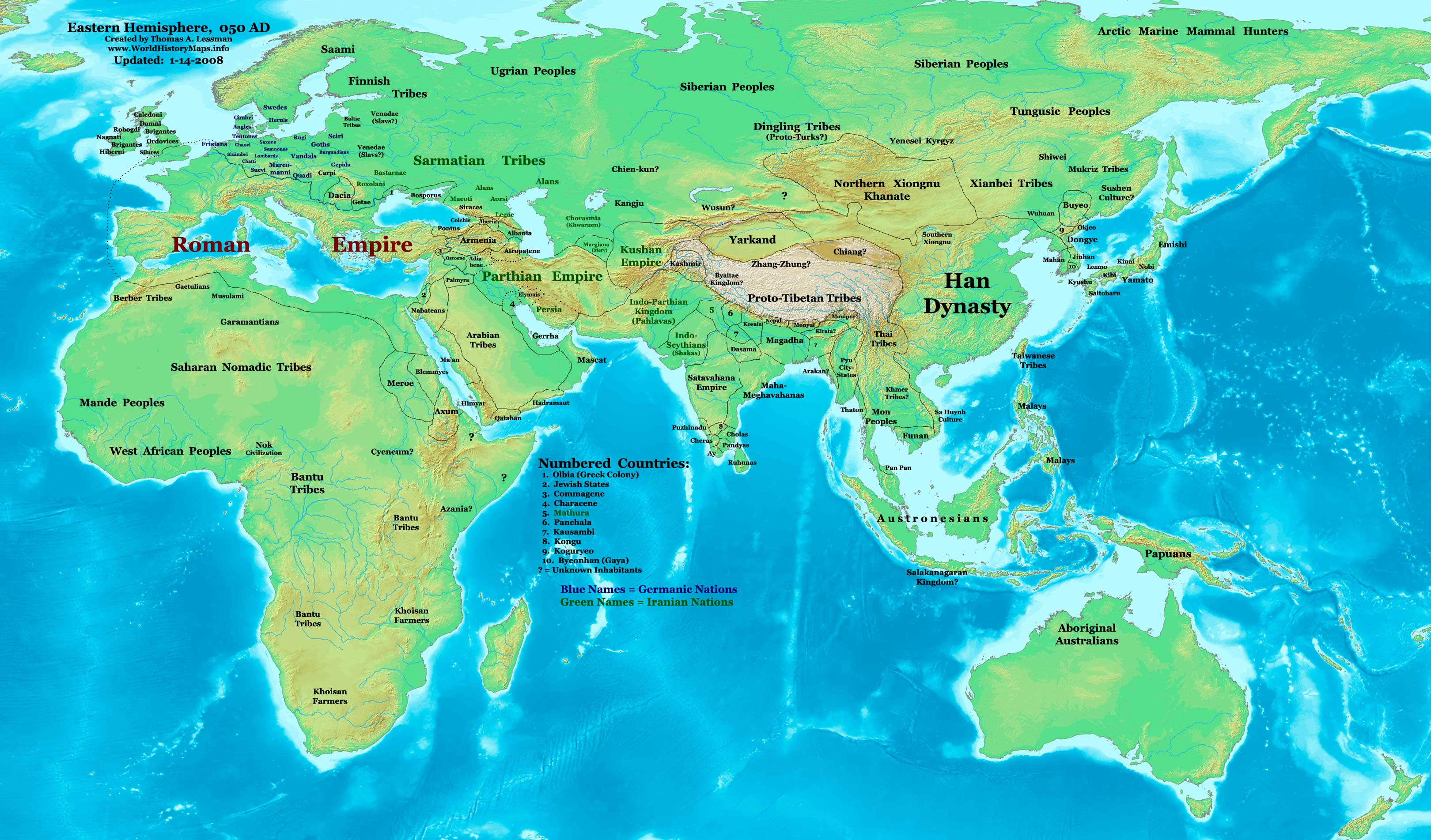
Hemisferio oriental en el año 50 d. C..

Los años 50 o década del 50 empezó el 1 de enero del 50 y terminó el 31 de diciembre del 59.

## Acontecimientos
- 54: Nerón sucede a Claudio como emperador de Roma. Es publicada la obra filosófica de Séneca.
- Se escribe en Cesarea el evangelio de Lucas.
- Pablo de Tarso escribe sus cartas a los romanos, a los corintios, a los gálatas y a los tesalonicenses.

## Personas destacadas
- Claudio, emperador (41–54).
- Nerón, emperador (54–68).
- San Pablo, evangelista cristiano.